# Rajnkovec
Rajnkovec este o localitate din comuna Rogaška Slatina, Slovenia, cu o populație de 78 de locuitori.